# Jenny Don't Be Hasty
Jenny Don't Be Hasty is een nummer van de Schotse zanger Paolo Nutini uit 2007. Het is de tweede single van zijn debuutalbum These Streets.
De tekst is gebaseerd op een persoonlijke ervaring van Nutini. Toen hij 18 jaar was, was hij namelijk verliefd op een vrouw die boos op hem was omdat hij loog over zijn leeftijd. De vrouw was namelijk ouder dan Nutini zelf, en nu zegt ze dat hij te jong is.
"Jenny Don't Be Hasty" werd een bescheiden hit in het Verenigd Koninkrijk, waar het de 20e positie bereikte. In Nederland haalde de plaat de Top 40 niet, maar bereikte het wel de 38e positie in de Mega Top 50 van 3FM.